# Valwind

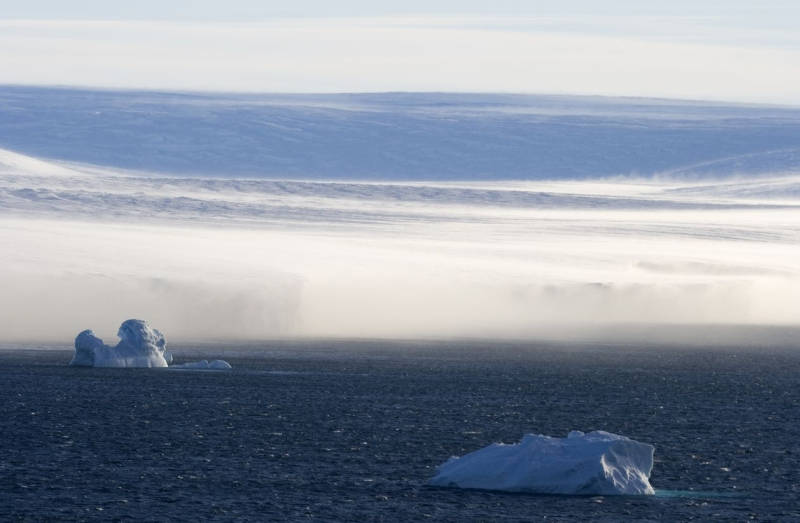
Valwinden in Antarctica

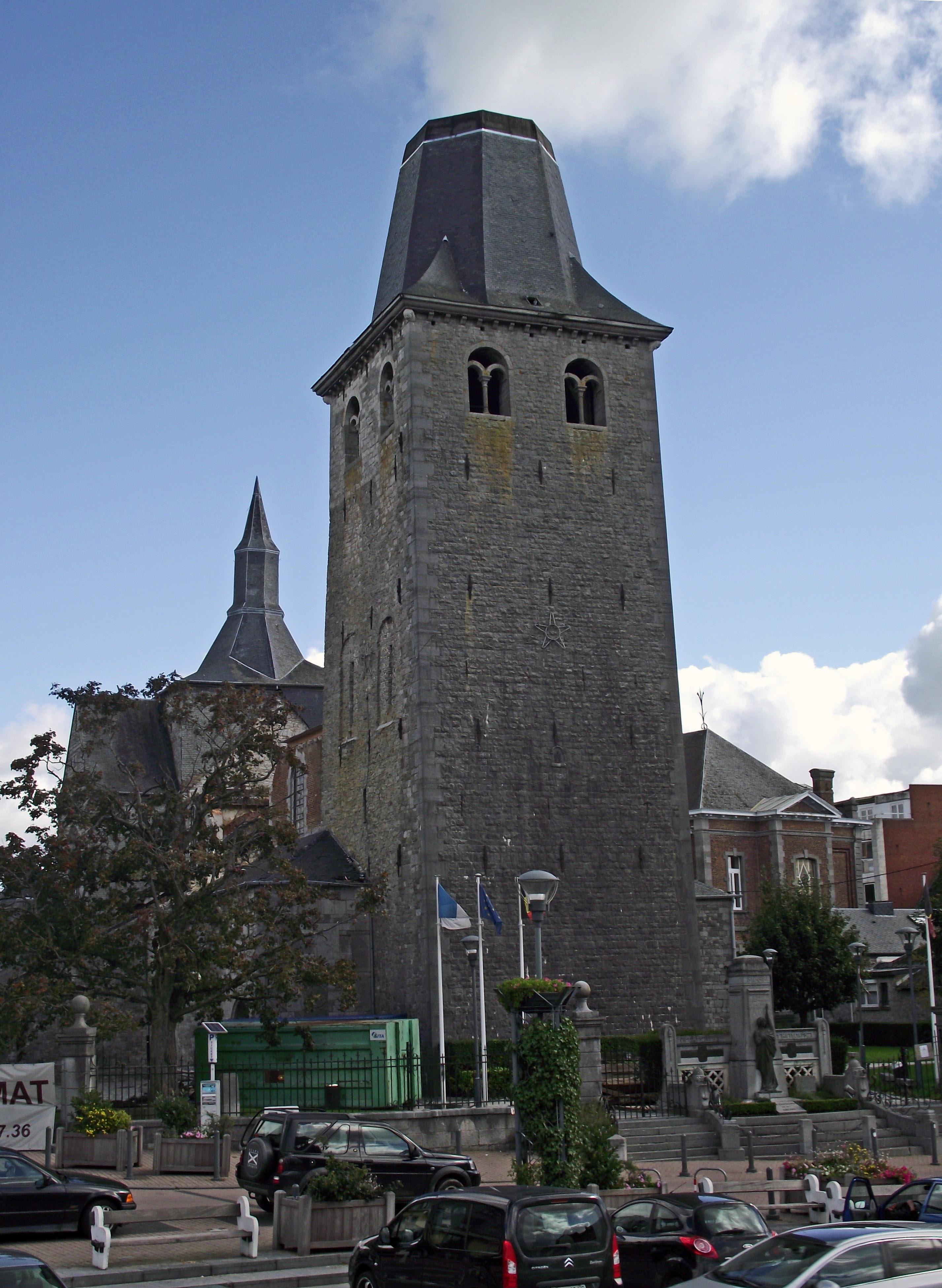
Ingestorte torenspits van Ciney. Ook het kerkdak is beschadigd.

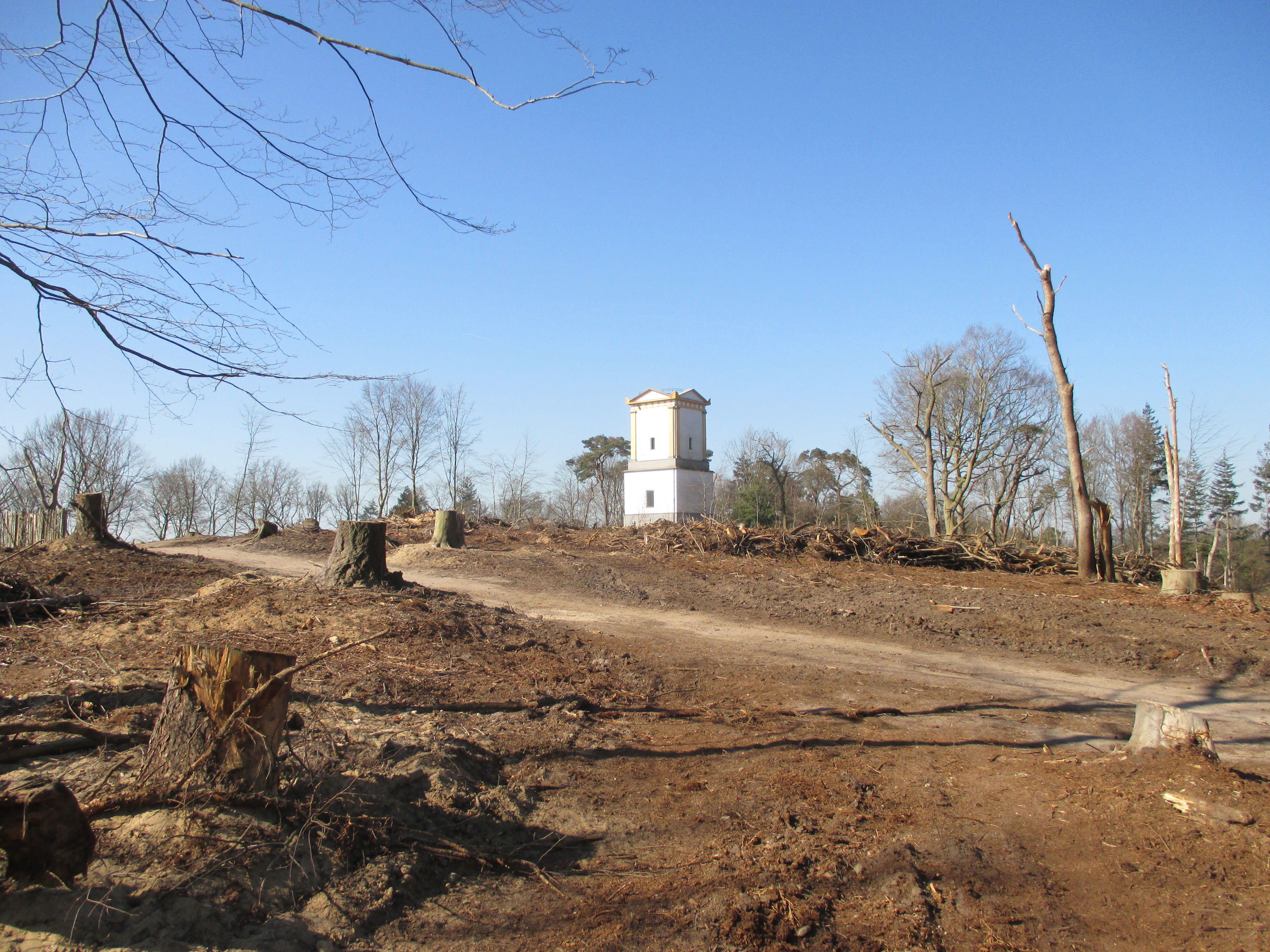
Bos bij Leersum, negen maanden na het noodweer van juni 2021

Een valwind is een sterke neerwaartse luchtstroom die onder invloed van de zwaartekracht lucht met een hoge dichtheid vanaf grote hoogte vervoert. Ze komen veelal in of aan de rand van bergachtige gebieden voor, in dat geval wordt ook wel  gesproken over een katabatische wind. Een downburst of microburst wordt ook wel aangeduid met de term valwind, daarbij bedoelt men een sterke neerwaartse stroming van lucht in een zware bui. Een voorbeeld van katabatische winden zijn de Bora langs de Adriatische kust, de Mistral in Zuid-Frankrijk, de Tramontana in Noord-Spanje, de Santa Ana in Californië en de Oroshi in Japan. 
Een valwind kan gepaard gaan met zware windstoten en neerslag. Soms wordt een valwind verward met een tornado of windhoos. Als echter bij een valwind bomen om gaan vallen ze allemaal om in dezelfde richting; bij een tornado is dat niet het geval. 
In Nederland en België komen valwinden voornamelijk voor als downburst bij zwaar onweer. 

## België
Een storm op 14 juli 2010 veroorzaakte valwinden in de Waalse stad Ciney met snelheden van meer dan 200 km/h. De torenspits van de Sint-Niklaaskerk stortte in en ruim 180 woningen raakten beschadigd. Een Vlaams voorbeeld zijn de valwinden die zich voordeden bij een zware onweersbui tijdens het muziekfestival Pukkelpop in Kiewit bij Hasselt op 18 augustus 2011.

## Nederland
Voor de schade aan het middenschip van de Domkerk op 1 augustus 1674 worden valwinden verantwoordelijk gehouden. Ook de stormramp van Borculo in 1925 betrof waarschijnlijk een valwind.
In 2007 raakten in de Drentse plaats Hoogeveen twee mensen gewond als gevolg van een valwind. Bij een storm in 2010 vielen in Vethuizen (Gelderland) als gevolg van een valwind twee doden.
Een heftige valwind trof Leersum tijdens het noodweer van 18 juni 2021. De schade liep in de miljoenen euro's: er vielen negen gewonden; ca. 100 huizen werden beschadigd; zes daarvan zodanig dat ze onbewoonbaar werden. Zevenhonderddertig hectare bos nabij Leersum werd zo ernstig getroffen dat complete bospercelen met duizenden bomen verloren gingen. Op 24 augustus 2024 werd Meppel getroffen door een valwind waarbij veel materiële schade ontstond.